# Francesco Durante

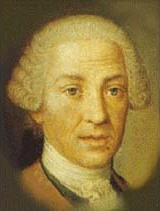
Francesco Durante.

Francesco Durante, född den 31 mars 1684 i Frattamaggiore i provinsen Neapel, död den 30 september 1755 i Neapel, var en italiensk tonsättare.
Durante, som var konservatoriedirektör i Neapel, var elev till Gaetano Greco och Alessandro Scarlatti samt stod jämte Leo i spetsen för den yngre neapolitanska skolan, som införde mera världslig glans i musiken. Dock ägde Durantes stil ännu mycket av den romerska skolans kyrkliga gedigenhet och ädla allvar. 
Repertoaren för solosång är begränsad, och för scenen skrev han ingenting. Däremot lyckades han ganska väl i sina flerstämmiga satser, vilka äger en kraftig fullklang och sångbar, flytande stämföring. I instrumenteringen började han inblanda blåsinstrumenten till en verksam ensemble. 
Durante skrev mässor, psalmer, hymner, motetter, madrigaler och klaversonater med mera (i manuskript nästan fullständigt bevarade i Paris konservatorium). Bland hans många elever märks Pergolesi, Duni, Piccinni, Sacchini, Jomelli och Paisiello.